# Karel Kajetán z Buquoy
Karel Kajetán Longueval. 9. hrabě z Buquoy (německy Karl Cajetan (von) Buquoy de Longueval, též v latinské podobě Carolus S. R. J. Comes de Bouqvoy, 25. srpna 1676 nebo 1673 – 2. září 1750) byl česko-rakouský šlechtic z francouzského rodu Buquoy. Podle některých zdrojů měl vykonával úřad nejvyššího hofmistra Království českého, tato informace je však nesprávná - tuto hodnost získal jeho syn František Leopold.

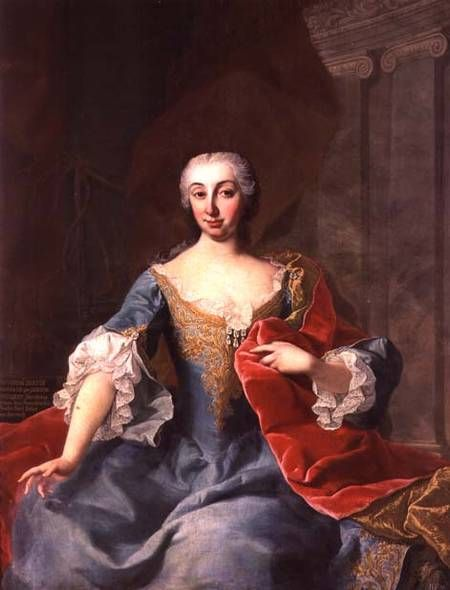
Dcera Karla Kajetána, Marie Kateřina, provdaná Harrachová

## Život
Narodil se jako syn Alberta Karla z Buquoy (1637–1714) a jeho manželky Alžběty Polyxeny z Cavriani († 1703). Měl vlastní sestru Albertinu (1673–1707), provdanou z Althannu a starší nevlastní sestru Marii Sidonii (1657–1727) z matčina prvního manželství s komorníkem Siegfriedem Linhartem Breunnerem (1596–1667).
Nobilitační listinou ze 5. října 1703 pro Karla Kajetána, 9. hraběte de Bucquoy (1717), získali dnes žijící potomci rodu potvrzení hraběcího stavu "Graf von Buquoy" v rakouských zemích, který měli již dříve ve Španělském Nizozemí.

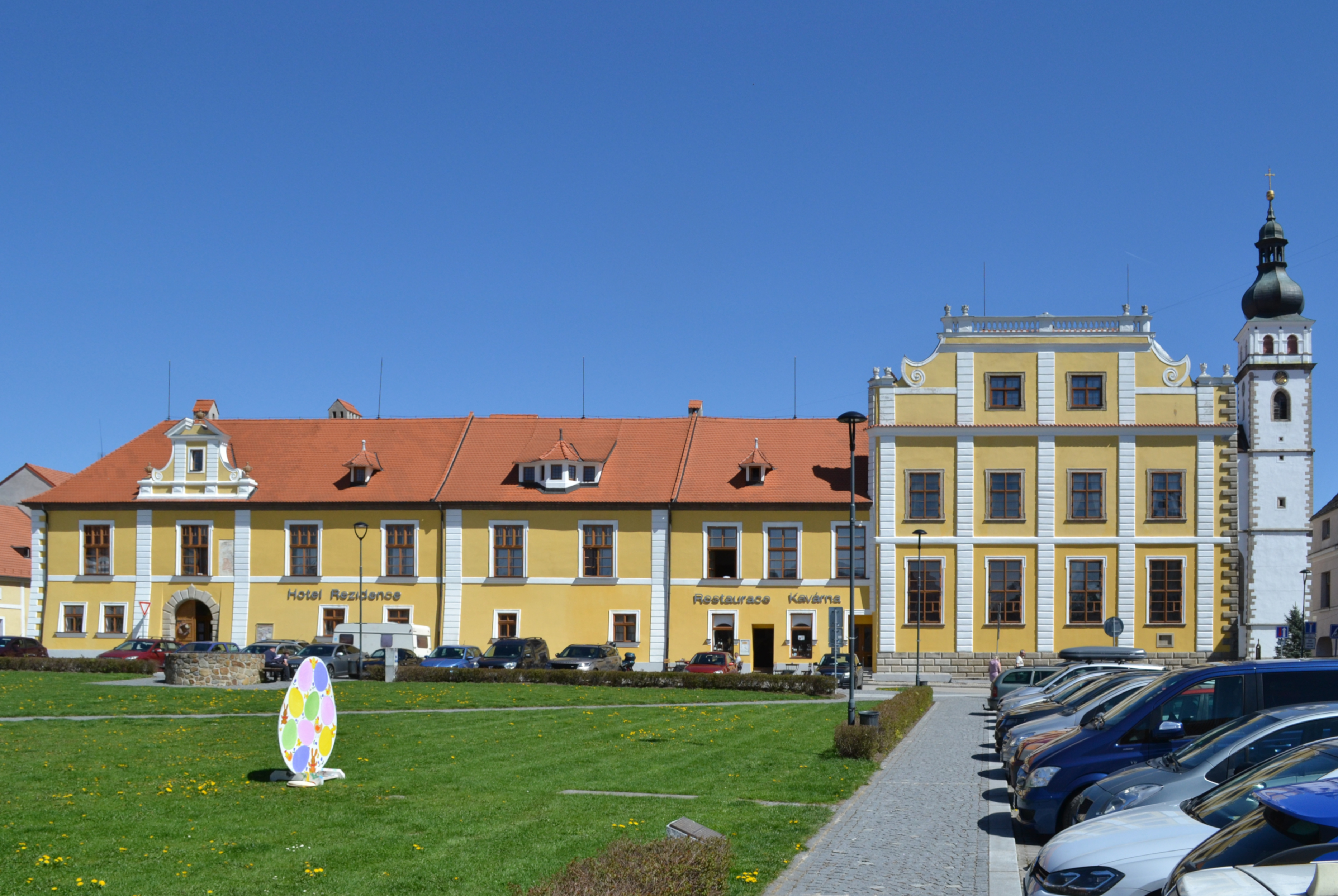
Nákladná přestavba Buquoyské rezidence v Nových Hradech vedla k finančním potížím Karla Kajetána

Karel Kajetán po otci zdědil majorát Nové Hrady v jižních Čechách. Od roku 1706 byl též majitelem obce Ústí s Branišovem na Jihlavsku, kterou získala roku 1698 jeho matka, hraběnka Alžběta Polyxena po smrti předchozího majitele, hraběte Antonína Pachty z Rájova. V letech 1715–1718 nechal Karel Kajetán opravit starý zámek v Libějovicích, který v roce 1623 získal jeho praděd, císařský vojevůdce Karel Bonaventura z Buquoy, jako konfiskát po Švambercích. Po dokončení výstavby nového zámku už ve starém sídle byly pouze kanceláře a byty úředníků. Inicioval rovněž úpravy rezidence a zámeckého parku v Nových Hradech. 
Kvůli své nákladné stavební činnosti se však Karel Kajetán dostal do finančních potíží a zadlužil se natolik, že 1732 byla na celý majetek uvalena nucená správa. Dostal se do sporu mezi věřiteli, který řešil samotný správce úřadu nejvyššího mincmistra Českého království a viceprezident české komory Filip Nerius Krakovský z Kolovrat. V roce 1740 byl nucen předat majetek svému synovi Františku Leopoldovi (1703–1767) a po zbytek svého života již do správy majetků nezasahoval. Kvůli špatné finanční situaci se ještě snažil zabránit majetkově nepříliš výhodném sňatku svého syna.
Karel Kajetán Longueval. 9. hrabě z Buquoy zemřel dne 2. září 1750.

### Manželství a potomstvo
Karel Kajetán byl od roku 1700 ženatý s uherskou šlechtičnou Marií Alžbětou Pálffyovou z Erdődu († 1732), dcerou uherského palatina a polního maršála Mikuláše VI. Pálffyho z Erdődu a Kateřiny Alžběty z Weichsu. Z jejich manželství se narodilo pět dětí, mezi nimi:
- František Leopold (1703–1767), vysoký zemský úředník, nejvyšší zemský maršálek Českého království, nejvyšší zemský komorník a nejvyšší zemský hofmistr, Řád zlatého rouna (1763).
- Marie Kateřina Alžběta (1702–1768), provdaná za císařského lovčího Karla Antonína z Harrachu (1692–1758)
- Marie Renáta Eleonora (1708–1737), provdaná hraběnka z Walseggu